# کتاب مقدس و برده‌داری
کتاب مقدس و برده‌داری (انگلیسی: The Bible and slavery) کتاب مقدس حاوی اشاره‌های فراوانی به برده‌داری است که در دوران باستان رایج بوده‌است. متون کتاب مقدس منابع و وضعیت حقوقی بردگان، نقش‌های اقتصادی برده داری، انواع برده داری، و بردگی بدهی را بیان می‌کنند، که به‌طور کامل نهاد برده داری در اسرائیل را در دوران باستان توضیح می‌دهد. کتاب مقدس رفتار با بردگان را به ویژه در عهد عتیق تصریح می‌کند. در عهد جدید نیز اشاره‌هایی به برده داری وجود دارد.
بسیاری از سه شه‌پدر که در کتاب مقدس به تصویر کشیده شده‌اند، از طبقات بالای جامعه بودند، برده‌هایی داشتند، کسانی را که بدهکار بودند به بردگی می‌کشیدند، دختران همشهری خود را به عنوان هم‌بالینی می‌خریدند به‌طور مداوم مردان خارجی را به بردگی می‌گرفتند تا در مزارع خود کار کنند. اربابان مرد بودند، و مشخص نیست که زنان تا قبل از پاپیروس‌های فیل در ۴۰۰ سال قبل از میلاد می‌توانستند برده داشته باشند. لازم بود کسانی که بردگان داشتند، مخصوصاً در تعداد زیاد، ثروتمند باشند، زیرا اربابان باید برای بردگان یهودی و غیر یهودی مالیات می‌پرداختند، زیرا آنها بخشی از خانواده محسوب می‌شدند. برده‌ها به عنوان بخش مهمی از شهرت خانواده به ویژه در دوران هلنیستی در تاریخ اسرائیل و یهودای باستان و یهودیه (استان روم) تلقی می‌شدند و همراهان برده برای یک زن به عنوان مظهر و حمایت از ناموس یک زن تلقی می‌شدند. با گذشت زمان، برده‌داری خانگی برجسته‌تر شد و بردگان خانگی که معمولاً به عنوان دستیار همسر یک پدرسالار کار می‌کردند.
در قرن نوزدهم ایالات متحده، طرفدارانجنبش لغو برده‌داری در ایالات متحده و مدافعان برده داری دربارهٔ پیام کتاب مقدس دربارهٔ این موضوع بحث کردند. طرفداران الغا از متون عهد عتیق و جدید برای استدلال برای آزادسازی بردگان و علیه ربودن یا «سرقت مردان» برای مالکیت یا فروش آنها به عنوان برده استفاده کردند.

## عهد عتیق

### بردگی جنسی و زناشویی

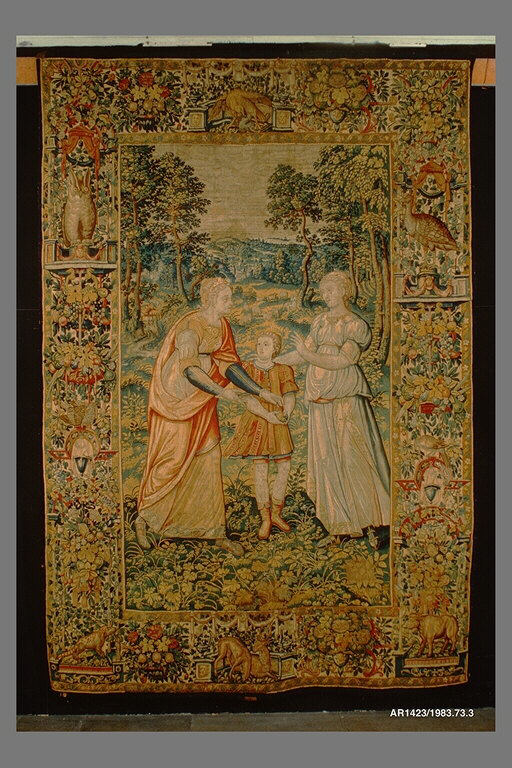
ملیله ای که راحل، دان و بیله را به تصویر می‌کشد. یعقوب شوهر راحل و بیله کنیز راحل بود. راحل بیله را به شوهرش می‌دهد و یعقوب از بیله دو پسر دارد: دان و نفتالی.

دو کلمه برای کنیزان زن استفاده می‌شد که عبارت بودند از «اماه» (اָَמָה) و «شیفها» (שִׁפְחָה). بر اساس کاربردهای موجود در متون مختلف، به نظر می‌رسد که کلمات دارای معانی یکسانی هستند و به صورت مترادف به کار می‌روند، یعنی شیء جنسی بودن، اگرچه به نظر می‌رسد خود واژه‌ها از ریشه‌های قومی متفاوتی باشند. مردان به کنیزهای زن خود همان سطح وابستگی را نسبت به یک همسر اختصاص دادند.این بردگان دو نقش مشخص داشتند: استفاده جنسی و همراهی.بردگی جنسی یا فروخته شدن برای همسری در دنیای باستان رایج بود. در سراسر عهد عتیق، چندین همسر گرفتن چندین بار ثبت شده‌است. یک پدر اسرائیلی می‌توانست دختران مجرد خود را به بردگی بفروشد، با این انتظار یا درک اینکه ارباب یا پسرش در نهایت می‌توانند با او ازدواج کنند (همان‌طور که در خروج آمده ۲۱:۷–۱۱.) و یهودیان و مسیحیان آن را این گونه درک می‌کنند. مفسران می‌گویند که این به فروش دختری اشاره کرده‌است که «به سن دوازده سال و یک روز نرسیده‌است.

### اسرای جنگ
اسرائیلی‌ها عموماً در جنگ‌های دور یا در مقیاس بزرگ شرکت نمی‌کردند، و ظاهراً دستگیری منبع مهمی برای بردگان نبود.
اسیر گرفتن زنان توسط موسی در اعداد ۳۱ تشویق شده‌است. پس از دستور یهوه برای انتقام گرفتن از مدیانیان، موسی به مردم اسرائیل می‌گوید که بچه‌های پسر و دختران غیر باکره را بکشند، اما باکره‌های جوان را برای خود بگیرند. کن براون در دانشگاه ویتورث ادعا می‌کند که از آنجایی که ارتش دستور مستقیمی از سوی خداوند برای به اسارت گرفتن دختران باکره دریافت نکرده‌است، این نمی‌تواند به عنوان اطاعت از دستور الهی توجیه شود بلکه بنی‌اسرائیل زنان باکره را به ابتکار خود به بردگی می‌کشیدند. در قانون تثنیه، کشورهای دشمن که تسلیم بنی‌اسرائیل شدند، باید به‌عنوان خراج‌گزاران خدمت می‌کردند. با این حال، اگر آنها تصمیم به جنگ با اسرائیل می‌گرفتند، باید همه مردان کشته می‌شدند و همه زنان و کودکان به عنوان غنائم جنگ در نظر گرفته می‌شدند.
هارولد سی. واشینگتن از مدرسه الهیات سنت پل به تثنیه ۲۱:۱۰–۱۴ه عنوان نمونه ای از اینکه چگونه کتاب مقدس خشونت جنسی انجام شده توسط اسرائیلی‌ها را تأیید می‌کند، استناد می‌کند. آنها از زنانی سوء استفاده می‌کردند که به عنوان اسیر جنگی، هیچ توسل یا وسیله ای برای دفاع از خود نداشتند.
ام.ای. ری در انستیتوی تحصیلات تکمیلی مطالعات دینی در دانشگاه بوستون استدلال می‌کند که این متن نه تنها تأییدیه برده‌داری جنسی بلکه تجاوز جنسی نسل‌کشی است، زیرا دستگیری این زنان به دلایل عبری نبودن موجه است. ری همچنین استدلال می‌کند که این زنان به عنوان برابر زنان عبری در نظر گرفته نمی‌شدند، بلکه بیشتر به عنوان غنائم جنگی در نظر گرفته می‌شدند، و بنابراین اسیرکنندگان آنها هیچ ابایی از انجام خشونت جنسی نداشتند. با این حال، فرمان کتاب مقدس هرگز مشخص نمی‌کند که جنگ مورد بحث علیه غیر عبریان است، بلکه بر ضد «دشمنان» عمومی است، اصطلاحی که در اشاره به اسرائیلی‌ها و همچنین خارجی‌ها استفاده می‌شود، و چندین جنگ بین ارتش اسرائیل در کتاب مقدس ثبت شده‌است.
اگر سرباز می‌خواست با یک خارجی اسیر ازدواج کند، باید او را به خانه اش می‌برد، سرش را می‌تراشید، ناخن‌هایش را کوتاه می‌کرد و لباس اسیر را دور می‌انداخت. او یک ماه کامل در خانه او می‌ماند و در سوگ پدر و مادرش می‌نشست و پس از آن او می‌توانست نزد او برود و شوهرش شود و زن همسرش شود. اگر بعداً می‌خواست رابطه را پایان دهد، نمی‌توانست او را به بردگی بفروشد.

## عهد جدید

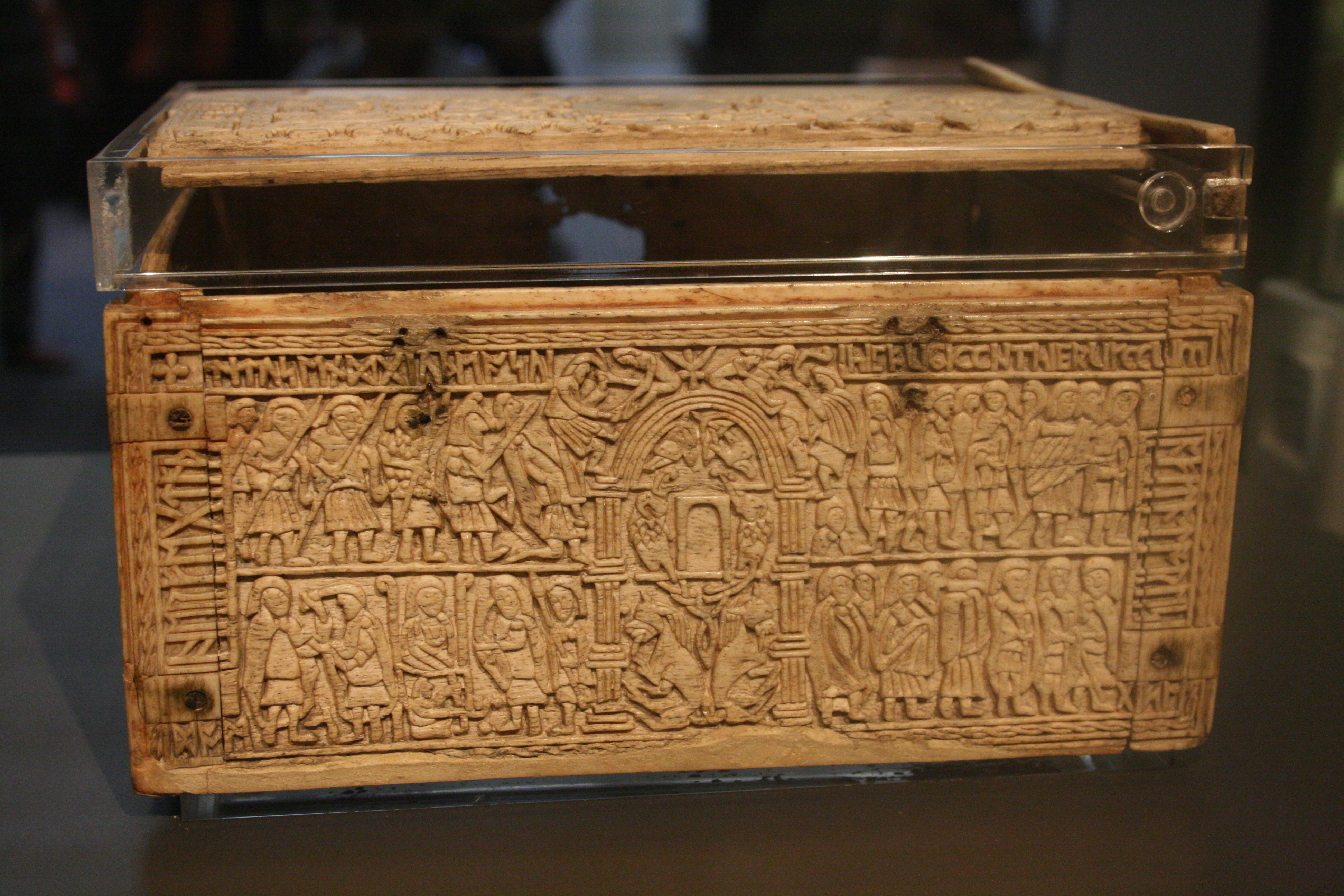
جعبه آنگلوساکسون ساخته شده از استخوان نهنگ (نیمه اول قرن هشتم میلادی). پشت تابوت: تیتوس و یهودیان

برنادت بروتن پژوهشگر و نویسنده کتاب فراتر از بردگی: غلبه بر میراث مذهبی و جنسی آن خاطر نشان می‌کند که در متون کلاسیک یهودی و مسیحی، مالکان به صراحت اجازه ندارند با زنان کنیز خود رابطه جنسی داشته باشند، اما برای انجام این کار مجازاتی هم برای آنها وجود ندارد. «در مسیحیت برخی از نویسندگان مهم اولیه کلیسا را می‌توان یافت که نشان می‌دهند که می‌دانند مردان مسیحی ممکن است با زنان کنیز خود رابطه جنسی داشته باشند و آن را دوست ندارند و علیه آن موعظه می‌کنند. اما وقتی نوبت به این می‌رسد که… آیا قرار است مردی را به خاطر انجام این کار جریمه کنند، این کار را نمی‌کنند.»